# Liste der Monuments historiques in Mont-Saint-Remy
Die Liste der Monuments historiques in Mont-Saint-Remy führt die Monuments historiques in der französischen Gemeinde Mont-Saint-Remy auf.

## Liste der Objekte
| Bezeichnung              | Beschreibung           | Standort                       | Kennzeichnung | Schutzstatus | Datum | Bild |
| ------------------------ | ---------------------- | ------------------------------ | ------------- | ------------ | ----- | ---- |
| Skulptur Maria Magdalena | Stein, 16. Jahrhundert | in der Kirche St-Médard (Lage) | PM08001304    | Classé       | 2012  |      |